# Lanová dráha na Letnou

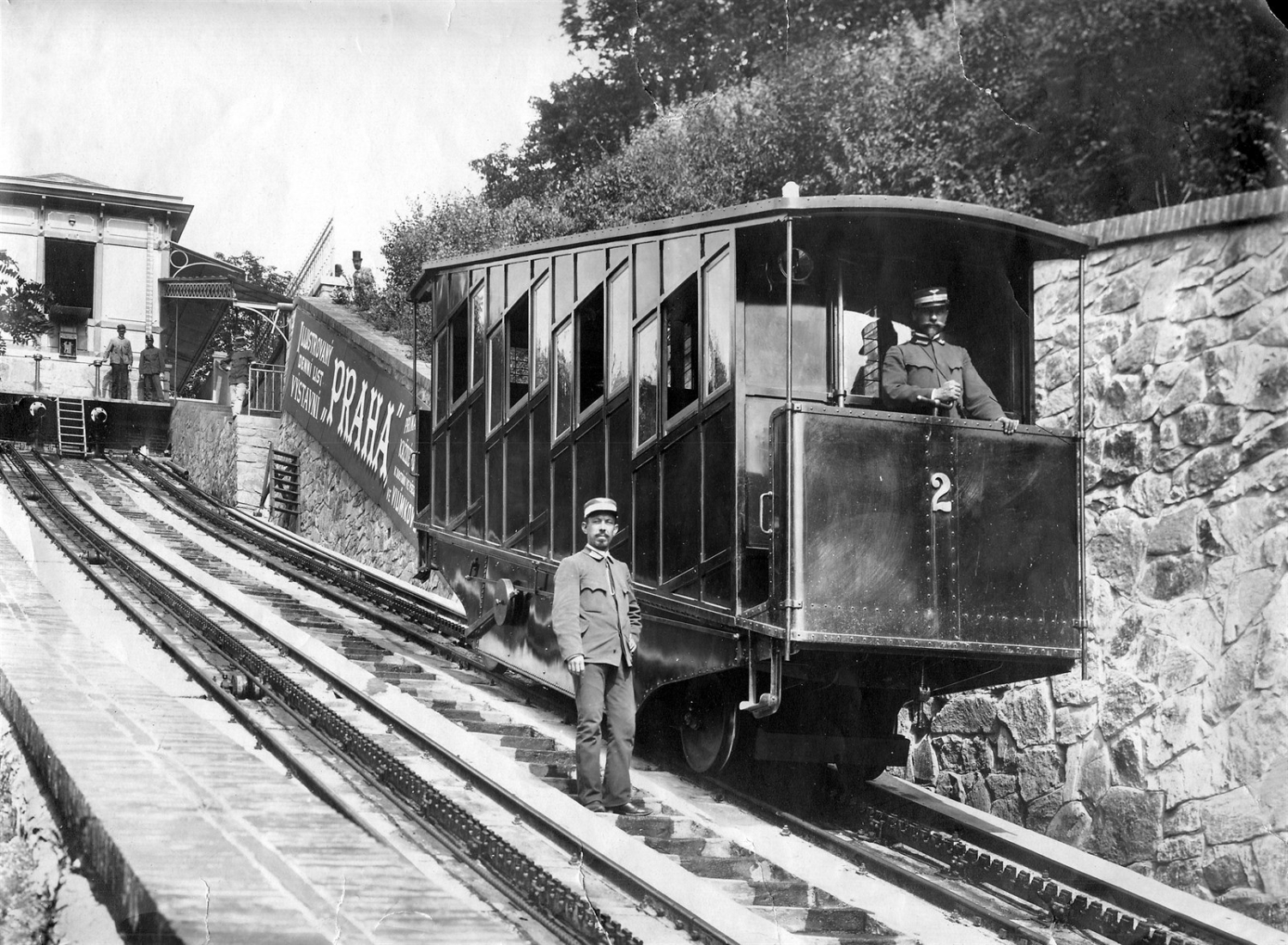
Vůz lanové dráhy u horní stanice

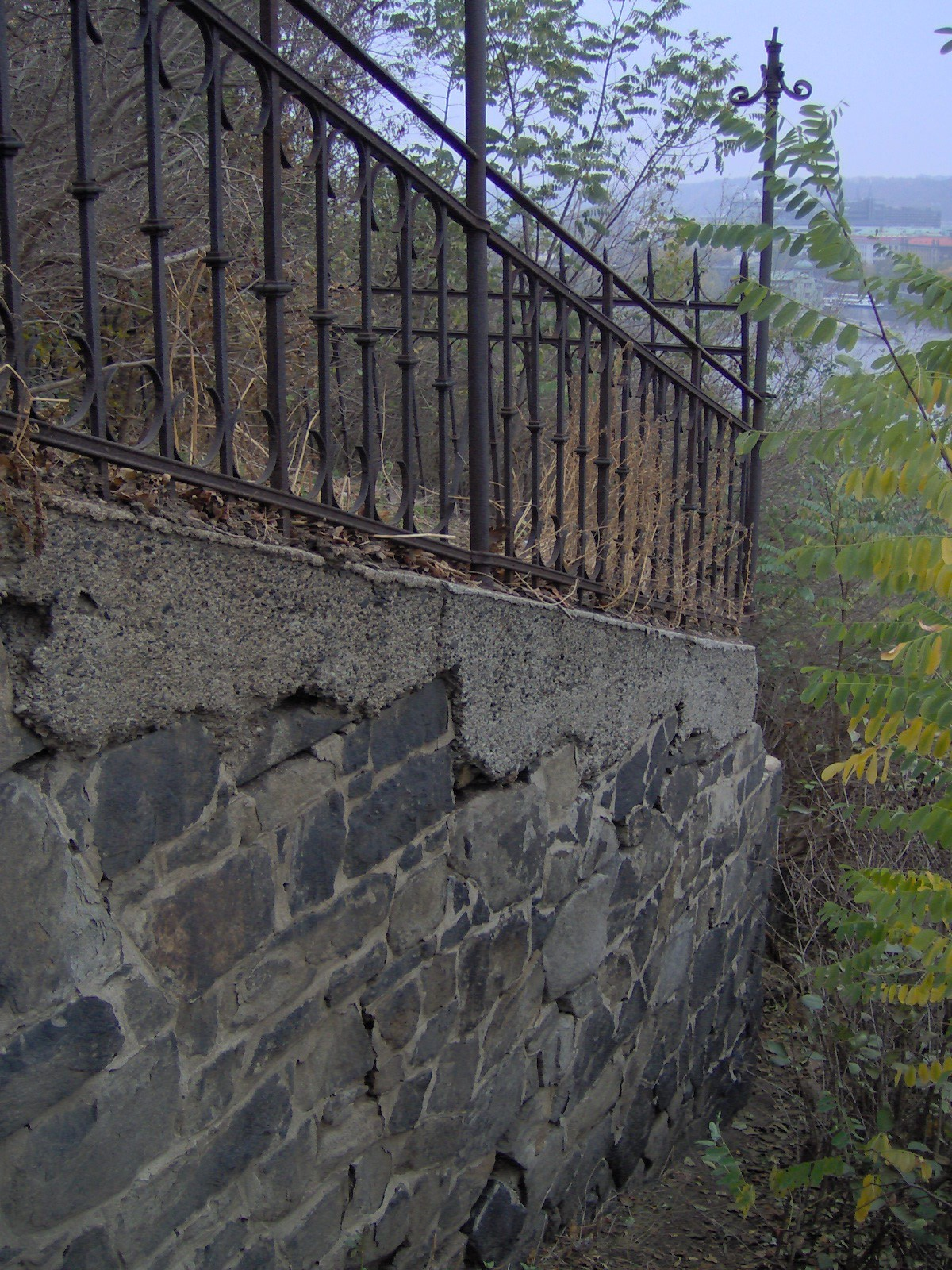
Zbytek náspu a opěrné zdi se zábradlím poblíž bývalé horní stanice lanovky (2009)

Pozemní lanová dráha na Letnou v Praze byla zprovozněna 31. května 1891 jako první lanovka v Praze, jezdila do roku 1916 a formálně zrušena byla 24. června 1922. Vedla od řetězového mostu císaře Františka Josefa (dnešní dolní vyústění Letenského tunelu) k restauraci v Letenských sadech (Letenskému zámečku), kde na ni navazovala Křižíkova elektrická dráha do Královské obory. V letech 1926–1935 fungovalo v trase bývalé lanovky pohyblivé schodiště (eskalátor).
V roce 2019 nechalo město Praha zbytky horní stanice za 2,3 milionu korun upravit na vyhlídkové místo s připomínkou lanové dráhy. Součástí vyhlídky se tak staly části opěrných stěn, základy budovy i opravené původní zábradlí.

## Historie

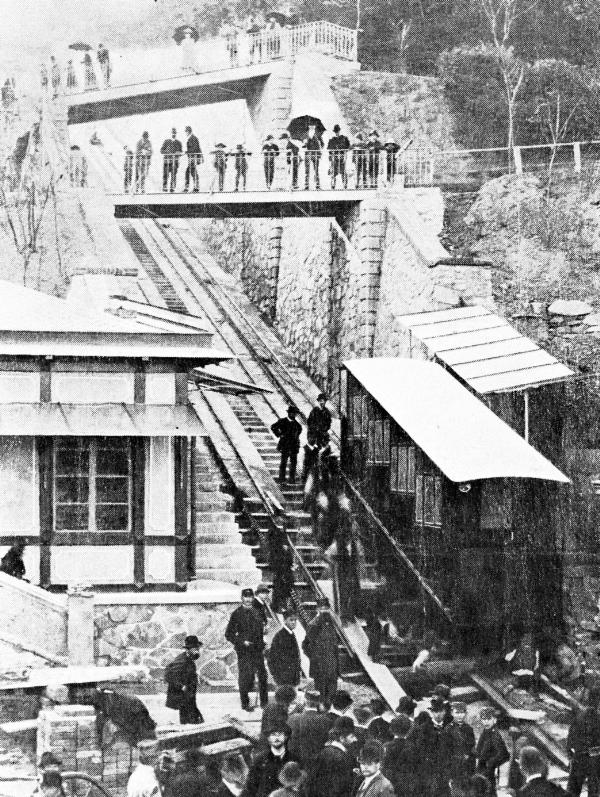
Zářez lanové dráhy u dolní stanice

Soustavu čtyř lanovek vedoucích od Vltavy na hradčanský a letenský kopec navrhl pražské městské radě v roce 1888 Adolf rytíř ze Schaecků, rakouský konzul v Ženevě. První tři z navržených lanovek nebyly nikdy realizovány.
Vybudování lanové dráhy od řetězového mostu císaře Františka Josefa na Letnou podpořil výstavní výbor Jubilejní zemské výstavy roku 1891, současně byla budována i nová pozemní lanovka na Petřín (do provozu uvedená 25. července 1891) k rovněž nové Petřínské rozhledně.
Přípravu a stavbu zajišťovalo hlavní město Praha. Projektovou dokumentaci vypracovala projekční kancelář Reiter a Štěpán. Dráha měla být původně jednokolejná s výhybnou. Proti tomu ale protestovala Generální inspekce rakouských drah a proto byl projekt přepracován do podoby dvoukolejné tratě. Ministerstvo obchodu udělilo 8. srpna 1890 městu Praze koncesi k vybudování lanovky a jejímu provozu. Stavba byla dokončena na začátku května 1891, následovala technicko-policejní zkouška, při které byly shledány některé nedostatky. Ty se podařilo brzy odstranit, druhá a úspěšná technicko-policejní zkouška se konala 30. května, pravidelný provoz byl zahájen 31. května 1891. Dráha byla v provozu od jara do podzimu, přes zimu lanovka nejezdila.
Provoz lanové dráhy zajišťovala Správní rada lanové dráhy na Letnou, což byl de facto první dopravní podnik ve vlastnictví města Prahy. Od 1. ledna 1900 převzaly správu lanovky Elektrické podniky královského hlavního města Prahy, které mezitím město založilo pro provozování elektrické tramvaje.
Dráha byla poháněna tzv. systémem vodní převahy, což bylo provozně drahé řešení. Proto byla na přelomu let 1902 a 1903 lanovka elektrifikována (dle projektu Františka Křižíka). Po této rekonstrukci byla tarifně začleněna do sítě pražských tramvají a zároveň byl také zahájen její celoroční provoz. V letech 1908–1914 byla lanová dráha uváděna jako linka s číslem 10. Její provoz byl přerušen (kromě nutných oprav) 28. července 1914 v souvislosti s vyhlášením mobilizace. Vozy na dráhu vyjely znovu až 9. května 1915, provoz byl ale pouze sezónní do podzimu. Následující rok byla lanovka zprovozněna opět pouze v létě a na podzim, přičemž 10. listopadu 1916 vyjela definitivně naposledy. Oficiálně zrušena byla až roku 1922, kdy ministerstvo železnic zrušilo koncesi.

## Technické řešení

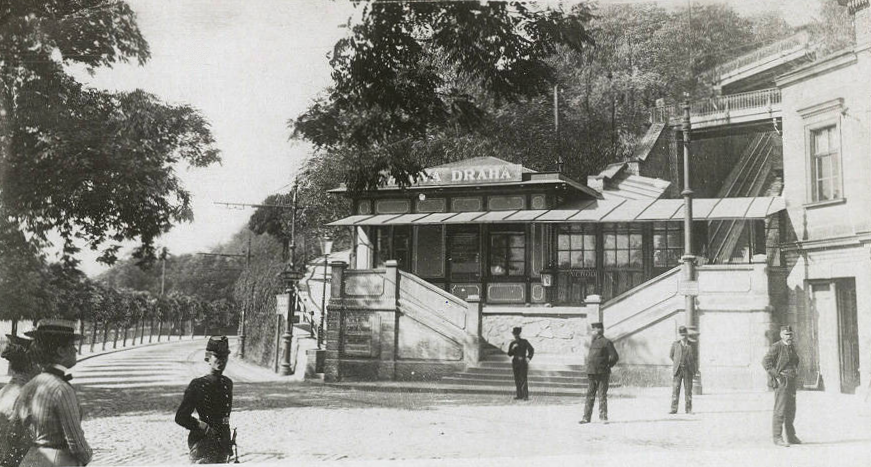
Dolní stanice lanové dráhy kolem roku 1905

Ve stráni byl pro lanovku vykopán zářez, který příčně překlenulo několik mostů pro pěší. Dráha byla dvoukolejná, měla rozchod 1000 mm a byla zabezpečena Abtovou ozubnicí, používanou zpočátku pro brzdění, po elektrifikaci i pro pohon (jednalo se tak již spíše o ozubnicovou dráhu než lanovku). Šikmá (skutečná) délka dráhy byla 108,97 m, výškový rozdíl 38,3 m, maximální sklon 370 ‰. Doba jízdy byla asi 108 sekund.
Dva vozy lanovky vyrobila továrna Ringhoffer. Byly rozděleny do čtyř oddílů (plus dvě plošiny na koncích vagonu pro průvodčího) a měly kapacitu 40 cestujících (24 sedících a 16 stojících). Byly dlouhé 6000 mm, široké 1800 mm, vysoké 3350 mm a ve spodní části měly nádrž pro 4,5–5 m³ vody.
Stejně jako původní petřínská lanovka, i letenská dráha byla původně poháněna systémem vodní převahy, tj. do nádrže vozu v horní stanici byla napouštěna voda a v dolní stanici pak vypouštěna. Těžší vůz sjíždějící do dolní stanice tak vytáhl méně hmotný druhý vagon mířící nahoru.
V roce 1903 byla lanovka elektrifikována. Každý vůz měl dva trakční motory po 19 kW, proud odebíral z dvojice trolejí dvěma tyčovými sběrači, pohyb byl šnekovým převodem přenášen na ozubené kolo v nápravě, které vůz pohánělo o ozubnici mezi kolejnicemi. Táhl pouze ten vůz, který zrovna jel nahoru.
V Muzeu MHD ve vozovně Střešovice je od jara roku 1997 vystaven model letenské lanovky.

## Jízdné
Jízdné pro směr nahoru bylo 3 krejcary, dolů 2 krejcary. Později měla lanovka i společné jízdenky s Křižíkovou elektrickou dráhou na Letné, zprovozněnou v červenci 1891 a jezdící sezonně až do roku 1900. Fakticky zde dva dopravci již tehdy vytvořili integrovaný dopravní systém.

## Pohyblivé schodiště
V roce 1926 bylo v trase lanovky zprovozněno kryté pohyblivé schodiště, které fungovalo až do roku 1935. Na okružním článkovém ohebném pásu byly připevněny dřevěné stupně. Jízdné bylo 50 haléřů. Schody vybudoval a provozoval soukromý provozovatel, který je měl podle nájemní smlouvy v roce 1935 bezplatně postoupit Elektrickým podnikům hl. m. Prahy. Ty je sice převzaly, ale 27. srpna 1935 pro havarijní stav ukončily provoz. Zbytky zařízení po lanové dráze a eskalátoru zanikly v letech 1949–1951 při výstavbě Letenského tunelu. V horní části trasy dodnes zůstaly zbytky opěrných zdí.
Scény na pohyblivých schodech ve filmu Muži v offsidu z roku 1931 byly natočeny právě na schodech na Letnou.